# Franco Tancredi
Franco Tancredi (* 10. Januar 1955 in Giulianova, Provinz Teramo, Italien) ist ein Torwarttrainer und ehemaliger italienischer Fußballtorhüter.

## Leben
Tancredi begann seine Karriere bei seinem Heimatclub Giulianova Calcio und wechselte 1974 zum AC Mailand, kam jedoch in der Serie A für Milan nie zum Einsatz. Nach einer Saison bei Rimini Calcio wechselte er 1977 zum AS Rom, wo er bis 1990 282-mal in der Serie A zwischen den Pfosten stand. In der Saison 1982/83 gewann Tancredi mit der Roma den Scudetto, die italienische Meisterschaft. Außerdem gewann er mit dem AS Rom vier Mal die Coppa Italia. Nach der Saison 1990/91, wo er noch sechsmal für den AC Turin zum Einsatz kam, beendete er seine aktive Laufbahn.
Für die italienische Fußballnationalmannschaft kam er zwischen 1984 und 1986 zu zwölf Einsätzen. Er war Ersatztorwart hinter Giovanni Galli bei der Fußball-Weltmeisterschaft 1986 in Mexiko, blieb jedoch ohne Einsatz bei seiner einzigen WM. Vor und während der WM lieferte er sich einen erbitterten Machtkampf um die Position des ersten Torhüters mit Giovanni Galli. Dieser Machtkampf trug nach Meinung des ehemaligen, damals dritten italienischen Nationaltorhüters Walter Zenga nicht unwesentlich zur Schwächung der Squadra Azzurra und zu deren vorzeitigem Ausscheiden bei.
Franco Tancredi nahm außerdem als Stammtorhüter der italienischen Olympiamannschaft an den Olympischen Spielen 1984 in Los Angeles teil. 1987 verlor er bei einem Ligaspiel gegen den AC Mailand im San Siro durch einen Feuerwerkswurf eines Mailänder Fans das Bewusstsein. Es wurde von den Ärzten ein Atemstillstand festgestellt. Tancredi konnte jedoch noch im Stadion reanimiert werden und überlebte.
Nach seiner aktiven Karriere wurde er 1992 Torwarttrainer beim AS Rom. 2004 folgte er dem damaligen Roma-Trainer Fabio Capello zu Juventus Turin. Danach arbeitete er auch 2006/07 bei Real Madrid und von 2007 bis 2012 für die englischen Fußballnationalmannschaft mit Capello zusammen. Als Torwarttrainer nahm er für England an der Fußball-Weltmeisterschaft 2010 teil. Nachdem sich ihre Wege zwischendurch getrennt hatten, sind Capello und Tancredi seit 2017 wieder vereint: bei Jiangsu Suning, das in China in der Chinese Super League spielt.

## Erfolge/Titel
Mit seinen Vereinen
- Italienischer Meister: 1983
- Italienischer Pokalsieger: 1980, 1981, 1984, 1986
- Mitropapokal: 1991